# 王麒故居
王麒故居，位于中国福建省福州市鼓楼区南街街道塔巷。坐北朝南，占地面积2225平方米，由西边的主落与东侧花厅组成。驼峰、斗拱、悬钟、雀替均雕刻精细，墙头灰塑图案精美，园林采用象形的假山石和灰塑等塑造。2009年11月16日公布为第七批福建省文物保护单位。2013年3月5日作为“三坊七巷古民居建筑”之一公布为第七批全国重点文物保护单位，归入三坊七巷和朱紫坊建筑群。